# Teatro del Lido
Il Teatro del Lido è un teatro di Ostia, frazione litoranea del comune di Roma.
È stato il primo "teatro di cintura" della città di Roma.

## Storia
Il Teatro del Lido è situato all'interno dell'ex Colonia Marina "Vittorio Emanuele III", costruita negli anni '20, ha avuto diverse funzioni nel corso della sua storia e attualmente ospita, oltre al teatro, un centro di accoglienza per i meno abbienti, la biblioteca comunale Elsa Morante e una mensa per poveri gestita dalla Caritas. 
Gli spazi della colonia rimasero in disuso per oltre 25 anni, fino a quando nel 1997 alcuni artisti e giovani del territorio diedero vita al teatro del Lido.
Nel 2000 si avvia la ristrutturazione dello stabile e si crea un consorzio di associazioni per partecipare alla programmazione della vita del teatro. Nel febbraio del 2003 si giunge all'inaugurazione della nuova struttura nella sua innovativa forma di teatro di cintura, pubblico e partecipato. Un esperimento di relazione fra istituzione pubblica, management culturale e associazionismo locale, un punto di riferimento per i nuovi linguaggi scenici.
Per cinque anni il Teatro del Lido si è dotato di un modello di gestione che ha visto coinvolti soggetti pubblici e privati, portatori di una pluralità di valenze sia istituzionali che socioculturali: l'Assessorato alle Politiche Culturali e il Dipartimento Cultura di Roma Capitale, il Municipio Roma XIII e l'Associazione di Associazioni Le Sirene. La chiusura del teatro avvenuta nel giugno 2008 arresta questo percorso di partecipazione.
Nel 26 febbraio 2010, artisti, studenti, cittadini e cittadine ed ex lavoratori dello stabile si uniscono in un comitato e occupano nuovamente il Teatro rivendicandone l'apertura. Dopo una dura lotta politica e culturale durata tre anni, intrisi di teatro, formazione e partecipazione.
Con la firma dell'accordo tra le parti sono iniziati i lavori di manutenzione e messa a norma dello spazio.